# Острова (исторический район Санкт-Петербурга)
Острова  (также с 1934 года Кировские острова) — историческое название группы из нескольких островов (Крестовского, Елагина и Каменного (название нескольких островов), в советское время носившего название острова Трудящихся), находящихся на севере Невской дельты и омывающихся Финским заливом и рукавами Невы — Большой и Малой Невками.
На Островах ныне находятся такие примечательные объекты, как Приморский парк Победы, Центральный парк культуры и отдыха имени С. М. Кирова, новый стадион «Газпром Арена», построенный на месте снесённого Стадиона имени С. М. Кирова, Гребной канал, парк развлечений Диво-остров, а также Библиотека Кировских островов.
В дореволюционное время Острова были местом, где состоятельные петербуржцы любили строить дачи (фактически загородные). Такое строительство развернулось в основном в начале XX века на Крестовском острове. После Октябрьской революции в бывших дворянских и купеческих дворцах были открыты первые в стране здравницы (дома отдыха) для трудящихся. Осуществлено это было в кратчайшие сроки: за 10 дней дачи, брошенные их владельцами, были переоборудованы в санатории. В советский период Острова менялись — были проведены трамвайные линии, построено жильё для рабочих, спортивные сооружения, но в целом они остались зелёной зоной города. В целом концепция развития Островов с начала 1930-х годов была такой: Каменный остров позиционировался как место санаториев и домов отдыха для горожан (отсюда и новое название — остров Трудящихся), Елагин, благодаря наличию старинного Елагина дворца, окружённого пейзажным парком, как место для прогулок, а самый большой остров — Крестовский — стал местом для проведения спортивных мероприятий. Там, на стадионе «Динамо», прошёл знаменитый блокадный футбольный матч 31 мая 1942 года.
Ещё с середины XVIII века из Островов пытались сформировать некий единый городской ансамбль. В 1750—1770-е годы создаётся планировка Крестовского и Каменного островов, дополняющая одна другую система аллей, звездообразная на Каменном острове и радиальная на Крестовском. Ныне, в начале XXI века, идёт скорее обратный процесс — хаотизации и искажения устоявшихся ансамблей, уничтожения памятников архитектуры, застройка парков. Из общественной рекреационной зоны район Островов постепенно превращается в территорию элитного жилья (элитность которого становится всё более сомнительной). Также на стыке XX—XXI веков Кировские острова получили станцию метро «Крестовский остров», лишившись при этом трамвайной инфраструктуры, позже — также станцию «Зенит».
Острова нашли отображения и в культуре. Например, в романе Достоевского «Преступление и наказание» Свидригайлов идёт на Острова, чтобы застрелиться. Некоторую популярность имеет также крылатое выражение, восходящее к стихотворению Николая Агнивцева, — «Шофёр, на острова!».

## Галерея

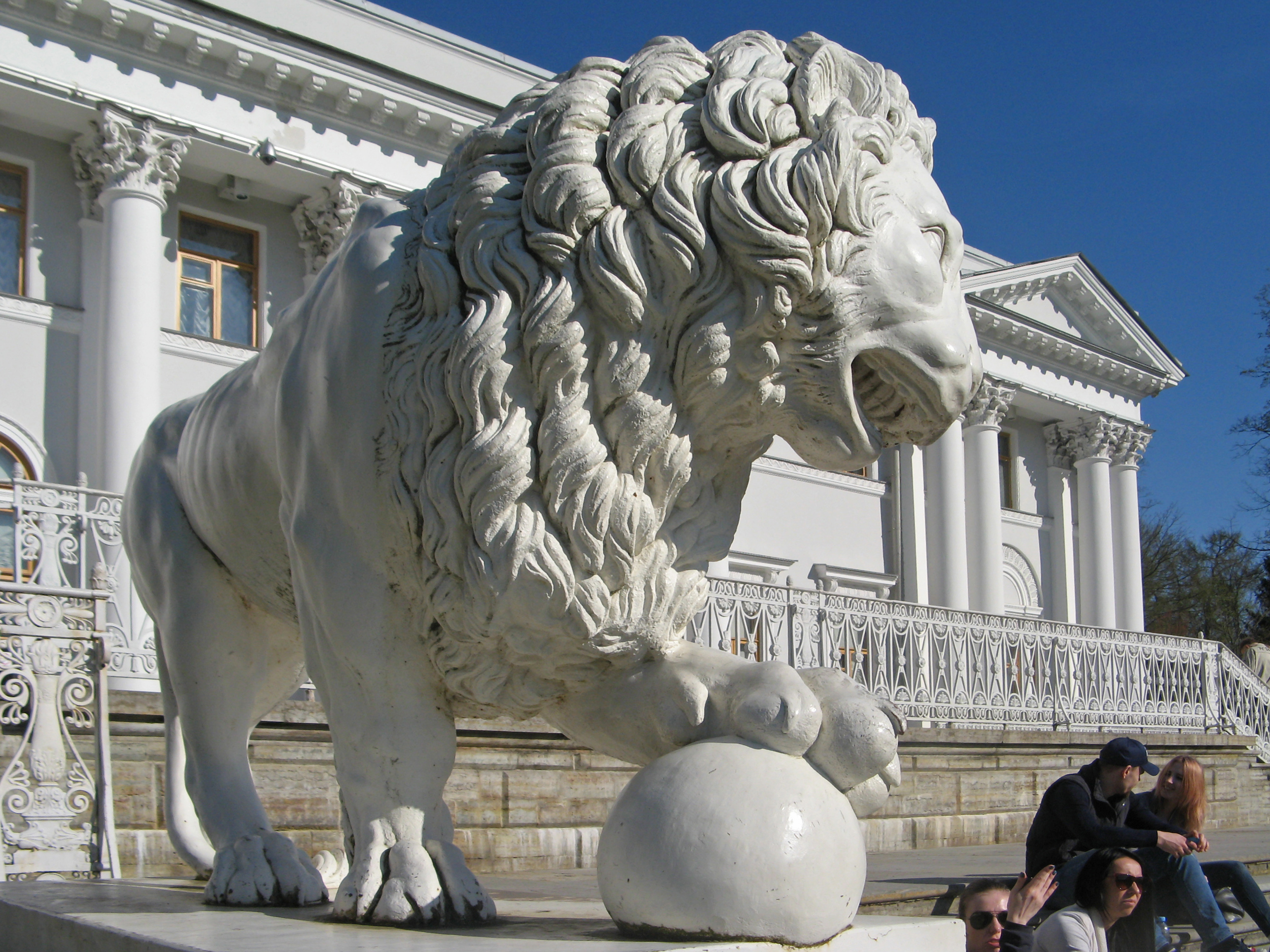
Лев. Елагин дворец.
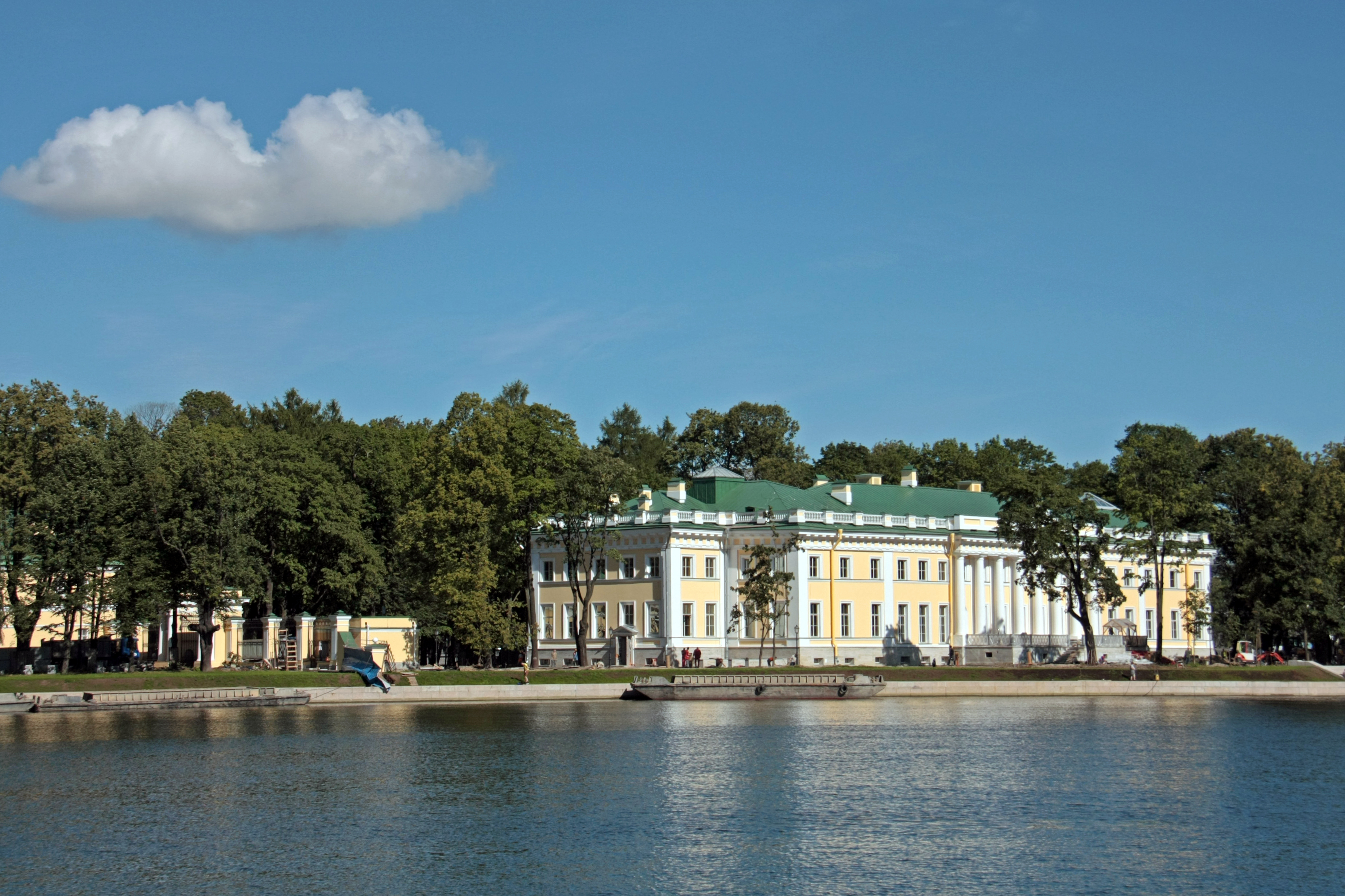
Каменноостровский дворец.
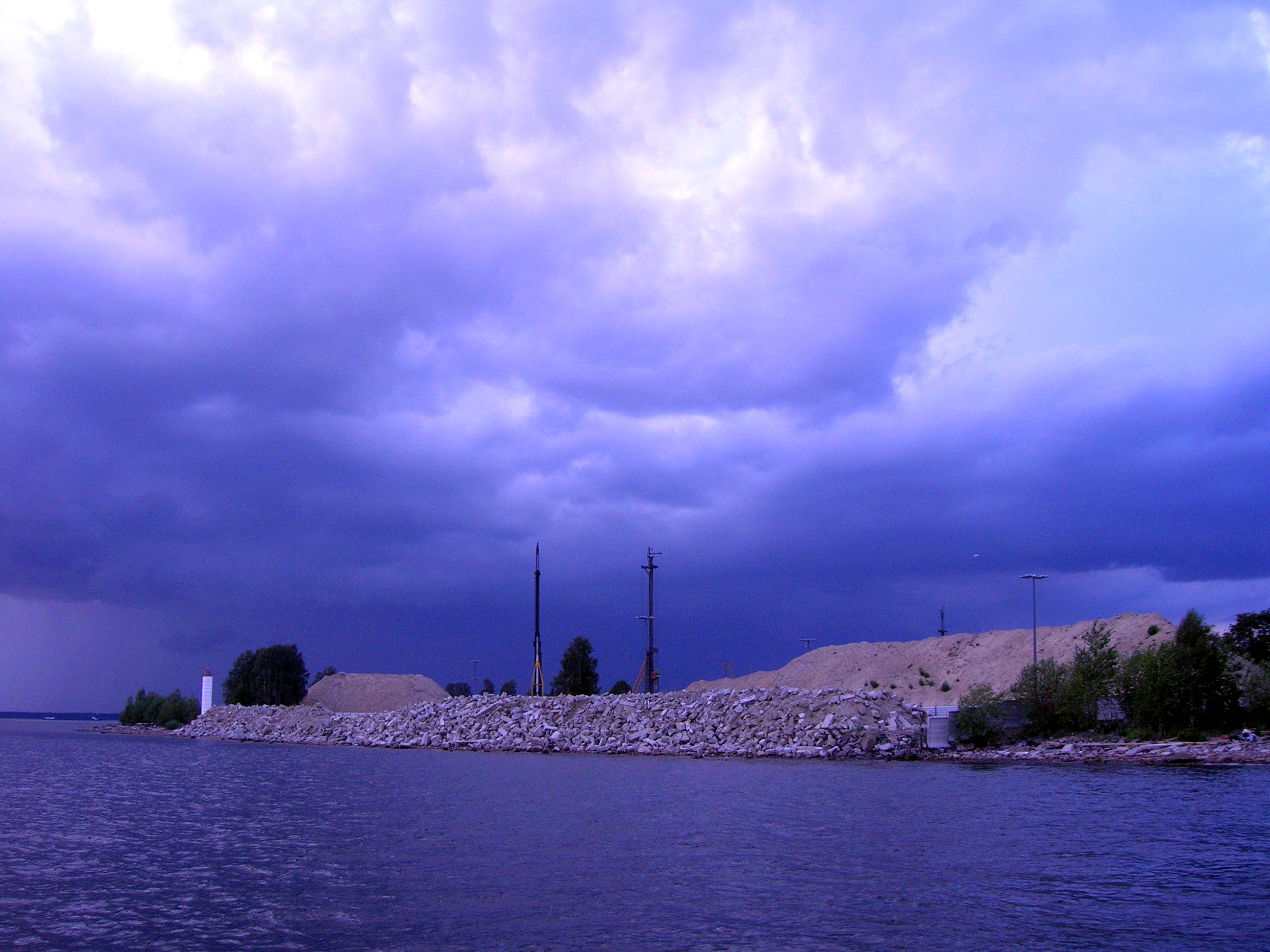
В преддверии дождя. Крестовский остров.